# Rosemary's Baby
Rosemary's Baby er en prisbelønnet amerikansk gyserdramafilm fra 1968, instrueret af Roman Polanski. Hovedrollerne spilles af Mia Farrow, John Cassavetes, Ruth Gordon og Sidney Blackmer. Filmen er baseret på en roman fra 1967 med samme titel, skrevet af Ira Levin.

## Handling
Det unge ægtepar Rosemary (Farrow) og Guy Woodhouse (Cassavetes) flytter ind i en lejlighed i en bygård i New York. Guy er en arbejdsledig skuespiller, som slider med at få sin karriere på skinner. Efter kort tid bliver han stærkt knyttet til et mærkeligt, ældre ægtepar som bor i samme bygning. Ægteparret begynder samtidig at vise en besynderlig interesse for barnet Rosemary venter. Efterhånden bliver det stadig mere tydeligt for Rosemary, at hun er trukket ind i en syg konspiration af en gruppe mennesker, der dyrker satanisme.

## Medvirkende
- Mia Farrow som Rosemary Woodhouse
- John Cassavetes som Guy Woodhouse
- Ruth Gordon som Minnie Castevet
- Sidney Blackmer som Roman Castevet / Steven Marcato
- Maurice Evans som Hutch
- Ralph Bellamy som Dr. Abraham Sapirstein
- Charles Grodin som Dr. Hill
- Patsy Kelly som Laura-Louise
- Victoria Vetri (krediteret som Angela Dorian) som Terry Gionoffrio
- Emmaline Henry som Elise Dunstan
- Hanna Landy som Grace Cardiff
- Tony Curtis som stemme af Donald Baumgart
- Phil Leeds som Dr. Shand
- Hope Summers som Mrs. Gilmore
- Elisha Cook, Jr. som Mr. Micklas
- D'Urville Martin som Diego
- Marianne Gordon som Rosemary's veninde
- Wende Wagner som Rosemary's veninde
- Clay Tanner som Djævelen

## Priser
Rosemarys Baby vandt både Oscar og Golden Globe i 1969. Begge priser gik til Ruth Gordon for bedste birolle. Filmen vandt i tillæg en række andre filmpriser.[kilde mangler]